# Fitchiella melichari
Fitchiella melichari är en insektsart som först beskrevs av Ball 1910.  Fitchiella melichari ingår i släktet Fitchiella och familjen Caliscelidae. Inga underarter finns listade i Catalogue of Life.